# Lago Abanico
El Lago Abanico (en inglés: Fan Lake) es un pequeño lago localizado en el sureste de la Isla Annenkov, en el archipiélago de las islas Georgias del Sur. Este lago tiene mucha agua de nieve y es atado al oeste por un abanico aluvial, que es de donde su nombre deriva.